# کاچر
کاچر (به صربی: Kačer) یک منطقهٔ مسکونی در صربستان است.